# Dysepicritus rufescens
Dysepicritus rufescens is een wants uit de familie van de bloemwantsen (Anthocoridae). De soort werd het eerst wetenschappelijk beschreven door Achille Costa in 1847.

## Uiterlijk
De redelijk roodachtig gele bloemwants is altijd macropteer en kan 2.5 tot 3 mm lang worden. Van de wants zijn de kop , het halsschild en het scutellum roodgeel, net als de voorvleugels. Het doorzichtige deel van de voorvleugels is roder. Ook de antennen zijn roodachtig geel met het voorste deel van het tweede antennesegment en de laatste twee segmenten meestal donkerder. De pootjes zijn geheel geel.

## Leefwijze
Over de levenscyclus is niet veel bekend. De soort leeft op diverse plekken, onder schors, op naaldbomen, tussen het mos, in plantaardig afval en voornamelijk op russen, grassen en cypergrassen.

## Leefgebied
De soort is in Nederland zeer zeldzaam, de wants is voor het laatst in 1939 gevangen in Gelderland. De soort komt verder voor in Midden- en Zuid-Europa, het Midden-Oosten en Noord-Afrika